# Rhantus latus
Rhantus latus – gatunek wodnego chrząszcza z rodziny pływakowatych, podrodziny Colymbetinae i rodzaju Rhantus.

## Opis
Długość ciała 11,6 do 13 mm, a szerokość od 6,2 do 7 mm. Głowa ceglasta z ciemnymi plamami za i wewnątrz oczu oraz gęstą mikropunktacją i brakiem mikrosiateczkowania. Przedplecze nieco brunatne z szeroką czarną plamą, nie podzieloną przez środek oraz mikropunktacją i zatartym mikrosiateczkowaniem. Pokrywy ceglasto-rdzawe z czarnymi zawirowaniami, jaśniejsze po bokach i o szwie żółtym. Mikrosiateczkowanie pokryw podwójne, lepiej rozwinięte z tyłu, z przodu zaś zatarte. Mikropunktacja wewnątrz i na krawędziach siateczki. Brzuszna strona ciała ciemnobrązowa do czarnej z ceglastymi epipleurami.
Pazurki pierwszej pary odnóży u samca długie, smukłe, prawie dwukrotnie dłuższe niż ostatni człon stopy, nieco faliste, a przedni dłuższy niż tylny. Pazurki drugiej pary odnóży bardzo nierówne, przedni dwukrotnie dłuższy niż tylny i bardzo rozszerzony na końcu. Penis długi i smukły, w widoku bocznym na wierzchołku skręcający ku górze, a w widoku grzbietowym wierzchołek skręcony w lewo i silnie spiczasty. Paramery o grzbietowych brzegach prostych.

## Habitat
Żyje w rzekach, strumieniach, błotnistych rozlewiskach i zarośniętych sadzawkach, na wysokości od 530 do 2070 m n.p.m.

## Występowanie
Gatunek ten prawdopodobnie jest endemitem Madagaskaru, gdzie występuje w południowej i środkowej części kraju. Dwóch doniesień o jego występowaniu w Afryce kontynentalnej nie udało się zweryfikować.